# Svatý Anastasius
Svatý Anastasius (Staš) ze Salony (chorvatsky Sveti Anastazije /Staš/ Solinski, 2. polovina 3. století, Akvilej – 26. srpna 304 nebo 308, Salona) byl křesťanský světec a mučedník. Jeho svátek se slaví 7. září a je uctíván jako spolupatron města Split.

## Životopis

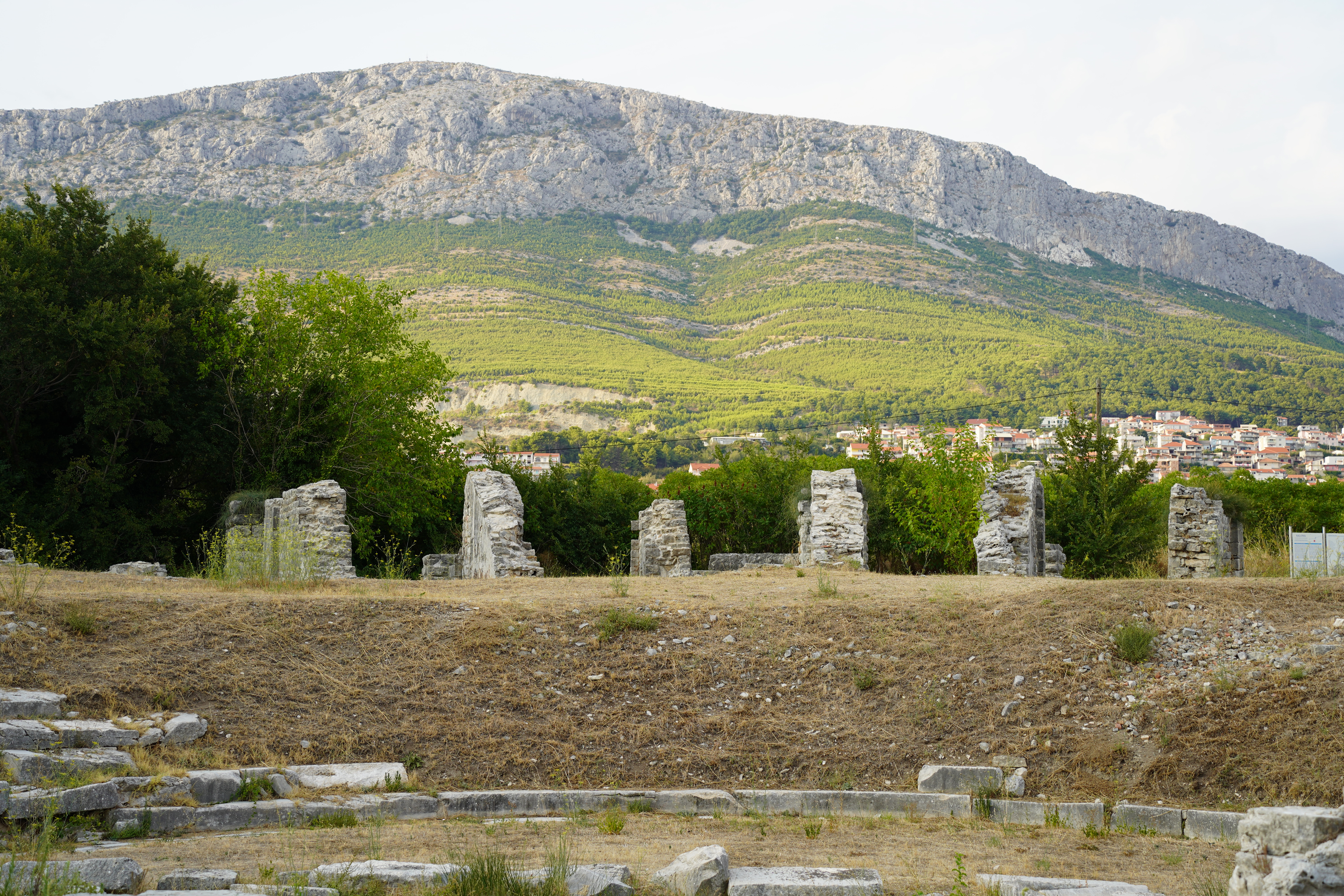
Pozůstatky starověkého města Salona

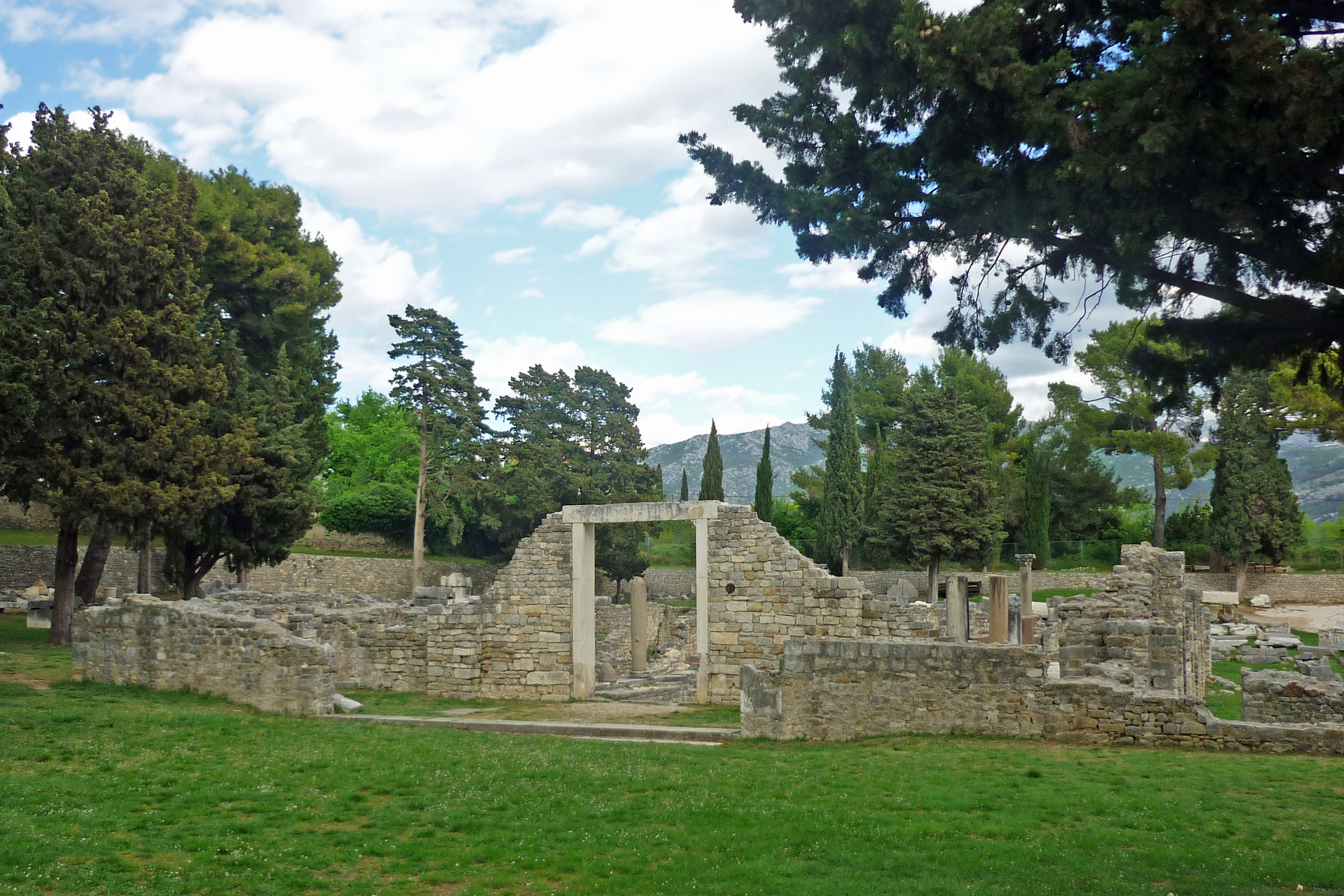
Pozůstatky starověkého města Salona - bazilika Manastirine

Povoláním tkadlec původem z Akvileje. Během pronásledování křesťanů za vlády císaře Diokleciána se uchýlil do dalmatské Salony a ve východní části města si otevřel řemeslnou dílnu.
Protože na svůj dům nakreslil nebo vyřezal znamení kříže, byl nahlášen úřadům. Poté byl zatčen a postaven před soud. Byl obviněn z nerespektování státních orgánů a císařského majestátu. Během věznění byl mučen a nakonec ho římský guvernér Julus nechal popravit utopením v moři s mlýnským kamenem na krku.
Urozená křesťanka Asclepia nechala jeho tělo vytáhnout z vody a pohřbít ve svém domě. Teprve po vydání milánského ediktu o toleranci křesťanství v roce 313, ho mohla pohřbít v mauzoleu na svém panství (Marusinac u Manastiriny) za městskými hradbami.